# 张联棻
张联棻（1880年—1966年）字馥卿，山东省淄川县白塔镇（今淄博市博山区白塔镇）北万山村人。中华民国军事将领。

## 生平
张联棻的父亲张鸿书是清朝秀才。张联棻19岁时赴山东德州当兵。1903年，考入保定北洋武备学堂学习炮兵及军事。毕业后，在北洋直隶总督署兵备处任科员，后来调入陆军第三镇九标二营任帮带。1905年，入保定陆军大学，学习“高等帅兵术、参谋作战计划、兵要地志”等等。1906年，出任陆军部军咨处二司五科科长。1911年，任北洋陆军第六镇正参谋官。同年8月到汉口担任冯国璋的总参谋长。
1912年3月，张联棻任黎元洪手下的参谋本部第三局局长。1914年12月，任四川将军陳宧的四川将军署总参谋长兼四川省戒严总司令。1916年，任总统府军事处副处长，直到1923年卸任。1922年9月4日，获授将军府策威将军。
1929年，张联棻获悉老朋友李济深被蒋介石软禁在汤山之后，曾奔走营救，联络原陆军大学的同学在报纸上联名发表呼吁书及抗议书。抗日战争期间，他在家装病。中华人民共和国成立前夕，他为北平和平解放奔走。中华人民共和国成立后，任北京市救济分会执行委员、北京市政协福利会委员等职务。1952年，任山东财产保管委员会主任委员，北京市政府专员。1954年7月14日，经李济深介绍，张联棻加入中国国民党革命委员会。同年，因工作突出，被誉为“北京市十位红色老人”之一，中共中央主席毛泽东致信赞扬他。
1966年，张联棻在北京病逝。